# Német Légierő
A Német Légierő (németül: Luftwaffe) Németország haderejének önálló, légi haderőneme. Maga a kifejezés a német nyelvben légierőt jelent, melyet a Harmadik Birodalom fennállása idején már alkalmaztak az ország légierejére, azonban 1956 év elejétől az NSZK ismét felvette ezt a nevet, majd ugyanezen év tavaszán az NDK más nevet választott saját légierejének (LSK/LV), ami ideológiai okokkal is magyarázható. A két államrend fennállása alatt mint Nyugatnémet Légierő szerepelt a magyar sajtóban.

## Szervezete

### Parancsnokság
A Bundeswehr légierejének fennállása óta tizenhat parancsnoka volt.
| Név, rendfokozat                     | Szolgálati idő                           | Megjegyzés                                             |
| ------------------------------------ | ---------------------------------------- | ------------------------------------------------------ |
| Josef Kammhuber (tábornok)           | 1957. június 1. – 1962. szeptember 30.   |                                                        |
| Werner Panitzki (altábornagy)        | 1962. október 1. – 1966. augusztus 25.   |                                                        |
| Johannes Steinhoff (altábornagy)     | 1966. szeptember 2. – 1970. december 31. |                                                        |
| Günther Rall (altábornagy)           | 1971. január 1. – 1974. március 31.      |                                                        |
| Gerhard Limberg (altábornagy)        | 1974. április 1. – 1978. szeptember 30.  |                                                        |
| Friedrich Obleser (altábornagy)      | 1978. október 1. – 1983. március 31.     |                                                        |
| Eberhard Eimler (altábornagy)        | 1983. április 1. – 1987. szeptember 30.  |                                                        |
| Horst Jungkurth (altábornagy)        | 1987. október 1. – 1991. március 31.     | A vezetése alatt egyesült a két német fél és haderejük |
| Hans-Jörg Kuebart (altábornagy)      | 1991. április 1. – 1994. szeptember 30.  |                                                        |
| Bernhard Mende (altábornagy)         | 1994. október 1. – 1997. szeptember 30.  |                                                        |
| Rolf Portz (altábornagy)             | 1997. október 1. – 2001. március 31.     |                                                        |
| Gerhard Back (altábornagy)           | 2001. április 1. – 2004. január 12.      |                                                        |
| Klaus-Peter Stieglitz (altábornagy)  | 2004. január 12. – 2009. október 29.     |                                                        |
| Aarne Kreuzinger-Janik (altábornagy) | 2009. október 29. – 2012. április 25.    |                                                        |
| Karl Müllner (altábornagy)           | 2012. április 25. – 2018. május 29.      |                                                        |
| Ingo Gerhartz (altábornagy)          | 2018. május 29. –                        |                                                        |

### Alakulatok
- 1. légi hadosztály (Fürstenfeldbruck)
  - 74. vadászrepülő ezred
  - 32. vadászbombázó ezred
  - 61. légi szállító ezred
  - 62. légi szállító ezred
  - 5. légvédelmi rakéta ezred
  - Különleges műveletek ezred
- 2. légi hadosztály (Birkenfeld)
  - 73. "Steinhoff" vadászrepülő ezred
  - 31. "Boelcke" vadászbombázó ezred
  - 33. vadászbombázó ezred
  - 2. légvédelmi rakéta ezred
- 4. légi hadosztály (Aurich)
  - 71. "Richthofen" vadászrepülő ezred
  - 51. "Immelmann" felderítő ezred
  - 63. légi szállító ezred
  - 1. légvédelmi rakéta ezred

## Fegyverzete
| Megnevezés                 | Változat     | Feladatkör                        | Mennyiség   | Megjegyzés                                                               |
| Repülőgépek                | Repülőgépek  | Repülőgépek                       | Repülőgépek | Repülőgépek                                                              |
| -------------------------- | ------------ | --------------------------------- | ----------- | ------------------------------------------------------------------------ |
| Eurofighter Typhoon        |              | többfeladatú vadászrepülőgép      | 112 db      | - A Tranche 3A megrendelve (31 db).                                      |
| Panavia Tornado            | IDS          | csapásmérő repülőgép              | 121 db      |                                                                          |
| Panavia Tornado            | ECR          | felderítő repülőgép               | 31 db       |                                                                          |

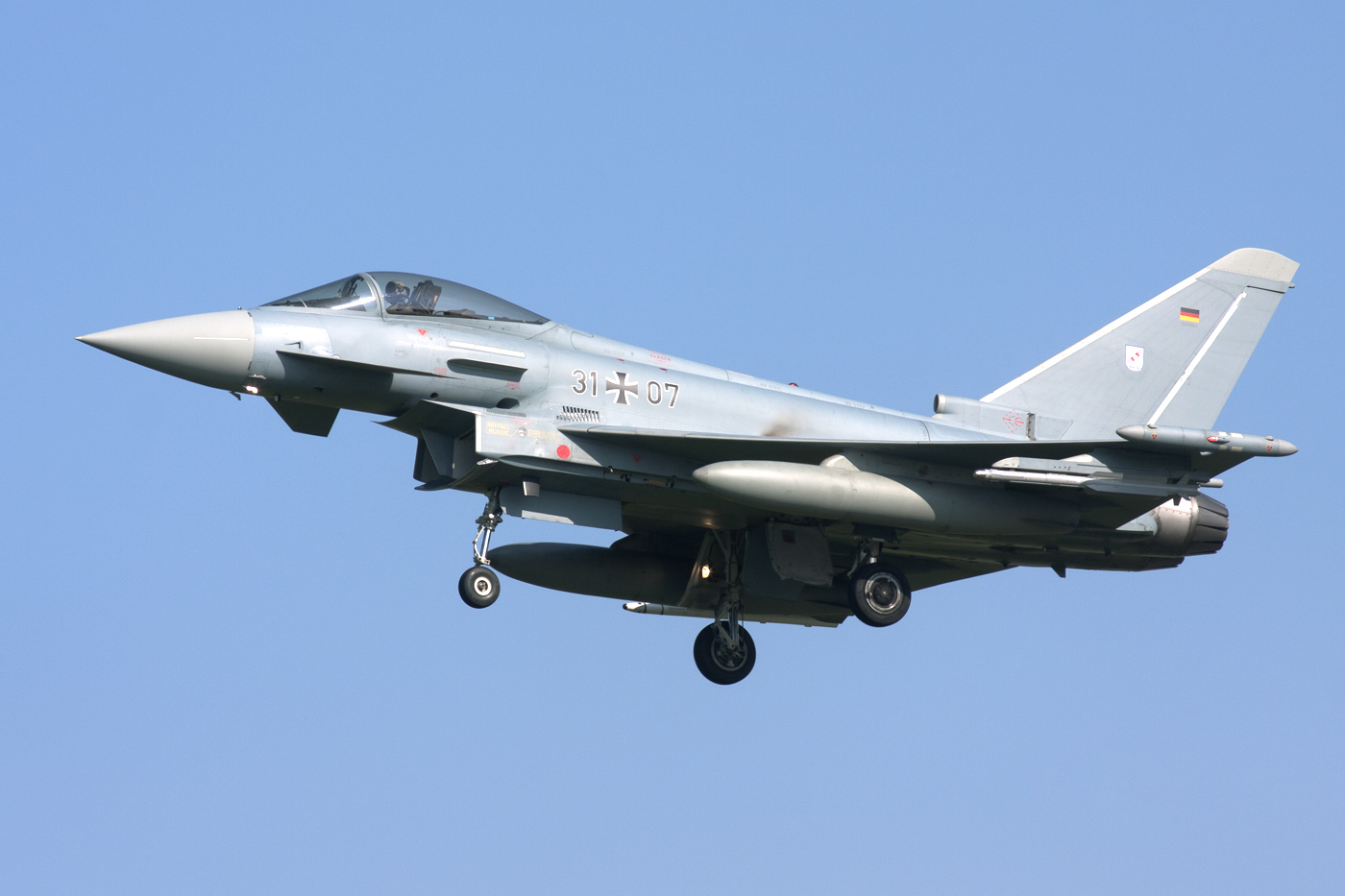
A Német Légierő (Luftwaffe) Eurofighter Typhoon harci repülőgépe

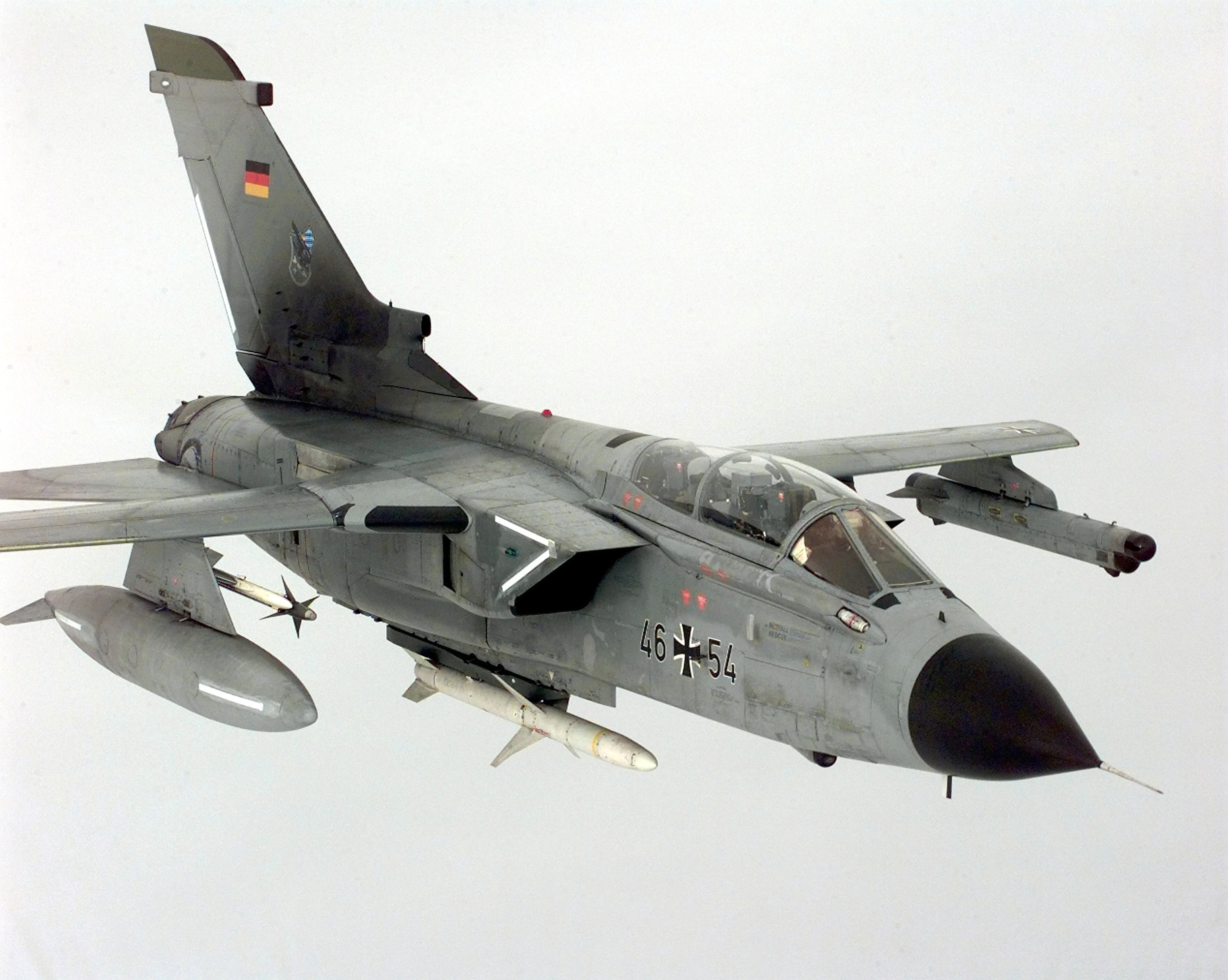
A Német Légierő (Tornado ECR felderítő repülőgépe

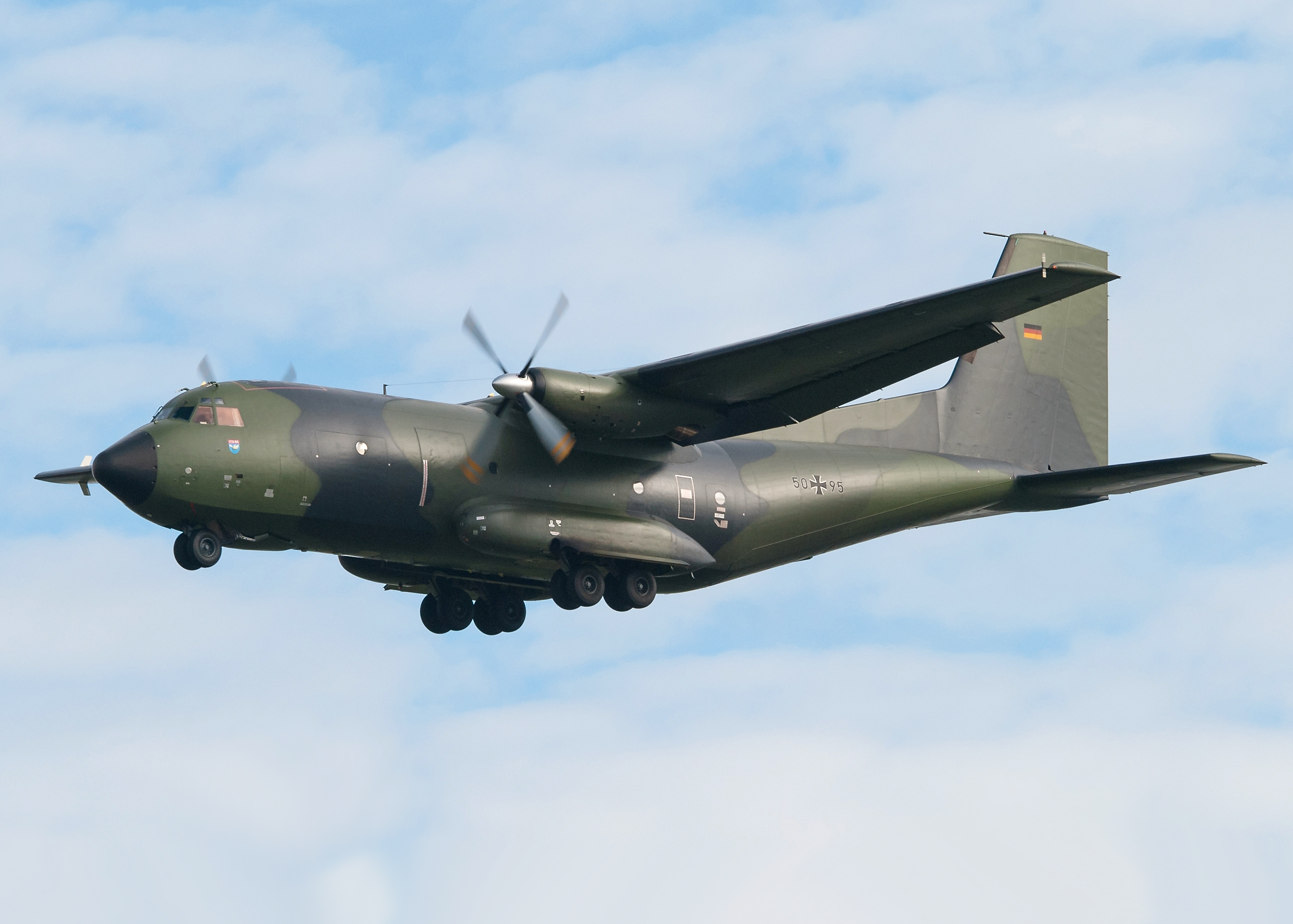
C–160 Transall teherszállító repülőgép a Neubrandenburgi repülőtér felett

| F–4 Phantom II             | E            | vadászrepülőgép                   | 18 db       | - 2013-ban kivonják a hadrendből. Váltótípusuk a Typhoon.                |
| Airbus A310                | 304/304 MRTT | szállító/légi utántöltő repülőgép | 7 db        | - 3 darabot az Interflugtól szereztek be.                                |
| Airbus A320                |              | szállító repülőgép                | 2 db        |                                                                          |
| Airbus A340                | 313X VIP     | szállító repülőgép                | 1 db        | - További egy darab megrendelve. Mindkettőt a Lufthansától szerezték be. |
| Transall C–160             | D            | szállító repülőgép                | 60 db       | - Váltótípusa az Airbus A400M (40 db).                                   |
| Challenger 600             | CL–601       | szállító repülőgép                | 4 db        |                                                                          |
| Helikopterek               |              |                                   |             |                                                                          |
| UH–1 Iroquois              | D            | szállító helikopter               | 70 db       | - Készült a Dorniernél.                                                  |
| Eurocopter AS532 Cougar    | U2           | szállító helikopter               | 3 db        |                                                                          |
| NHI NH90                   | TTH          | szállító helikopter               | 1 db        | - 42 darab megrendelve (+12 darabra opció). Az UH-1 váltótípusa.         |
| Pilóta nélküli repülőgépek |              |                                   |             |                                                                          |
| IAI Heron                  | Heron 1      | pilóta nélküli repülőgép          | 3 db        |                                                                          |
| Légvédelmi rakéták         |              |                                   |             |                                                                          |
| MIM–104 Patriot            |              | légvédelmi rakéta-indító          | ? db        |                                                                          |

## Külső hivatkozások
- Hivatalos website-ja a Luftwaffe-nak – luftwaffe.de
- Az aktuális repülőállomány és fegyverrendszerek állapotának áttekintése – luftwaffe.de
- A Luftwaffe hivatalos története – luftwaffe.de